# Васпитање у Спарти
Васпитање у Спарти је било потпуно ствар државне власти. Државна власт је била у рукама земљорадничке аристократије коју су сачињавали спартијати - потомци племена која су поробила староседеоце. Досељеници - Перијаци - нису били политички равноправни, а највише је било потпуно бесправних робова и њих су употребљавали за обрађивање земље. Пошто је искоришћавање било невероватно свирепо, робови су више пута дизали буне. Незнатна мањина спаријата (у VIII веку пре наше ере било је око 9.000 породица са више од 200.000 поробљених становника) морала је стално бити спремна у војничком погледу, јер је једино помоћу војске могла држати власт потпуно у својим рукама. Од непријатеља споља Спарту је доста добро штитио њен природни положај. Васпитање у таквој држави није могло бити другачије него војничко.

## Ликург
Спартански законодавац Ликург саставио је 885. године пре нове ере државни устав (неки кажу да га је погрешно приписивати Ликургу) и њиме дефинисао васпитање Спартанаца. Преме њему, дете припада држави а не родитељима, па је и васпитање омладине ствар државе. Сврха васпитања је, према Ликургу, васпитавати ваљане држављане, тако да сваки Спартанац буде спреман да жртвује и себе и своје за добро домовине. То може само онај који је добар војник, а за то је неопходно физичко и здравствено васпитање. Спартанско васпитање важило је само за децу владајућег слоја и било је строго селективно. Деца која су при рођењу била болесна и неразвијена, одмах су осуђивана на смрт, а остала су подвргавана специјалном васпитању. Грчки историчар Плутарх наводи да су најстарији чланови племена утврђивали да ли је дете, при рођењу, здраво и да ли се може и даље неговати и развијати, или је закржљало, па су наређивали „да се баци у провалију… планине Тајгет, сматрајући да дете које већ од рођења има слабо и трошно тело неће користи имати ни себи ни држави…“.

## Васпитни заводи
До 7. године дете се васпитавало код куће. Са седмом годином дечаци би ушли у јавне васпитне установе, и почело би државно васпитање које је трајало до осамнаесте. Циљ телесног васпитања био је да омладина што више очврсне. Деца су спавала непокривена на рогозу, ишла су боса и гологлава. Храна је била скромна, а смели су и понешто да узму из заједничке имовине. Али ако би их при том ухватили, били би кажњени. Тако би се вежбали и у лукавству, које је било потребно у борби. Казна шибањем била је врло свирепа. Шибали су децу и зато да би повећали њихову телесну отпорност и да постала чвршћа. Изражавати бол сматрано је срамотом. Главна средства телесног васпитања биле су гимнастичке вежбе: трчање, скакање, а у првом реду борбене вежбе, за младиће нарочито вежбе у оружју. Познати су ноћни ловом на робове, које би затим поубијали, а прим том би се вежбали у нападању. Спартанци су високо ценили утицај музике и певања на борбено расположење. Рано су почели да поучавају дечаке у певању борбених песама, а такође и химни. Песме су учили напамет. Читање, писање, и знање уопште ценили су врло мало. Али су уважавали практичну оспособљеност ума, сналажљивост и присуство духа, језгровитост у говору.
Управитељ васпитног завода завода звао се „педоном“ (што на старогрчком значи „онај који доноси законе за децу“). Васпитаници преко 12 година делили су се на одреде, а најбољи из одреда постављен је за старешину, кога су остали у свему морали да слушају. Са 18 година младићи ступају у групу ефеба, где су добијали строго војничку обуку. Тек од 20. година па надаље, учествују у ратним походима, рацијама на робове и у руководству за васпитање деце. Према пороцима се нису једнако односили, на пример, никако и ничим нису ограничавали полни живот, али су зато, веома оштро осуђивали и сузбијали пијанство..

## Васпитање жена
Васпитање девојака било је такође јавно, под државним надзором. Морале су вежбати телесно и војнички, училе су да се боре, да певају и да играју. На тај начин ће имати снажно и здраво потомство и чуваће град кад мушкарци буду на ратном походу. Стога је у спартанских жена била веома развијена држављанска свест. Са мужевима би расправљале такође о политичким питањима, што је иначе за Грке  било нешто необично.
Спартанско васпитање било је једнострано. Али је свакако било позитивно – а то је већ Аристотел похвалио – што је држава сматрала васпитање врло важним друштвеним питањем. Зато налазимо у Спарти већ јавне заводе. Држава није при васпитању изузимала ни женску омладину. Телесна чврстина, војничка оспособљеност, мужевност, присебност, оданост држави, поштовање старијих - то су биле за оно време позитивне карактеристичне особине спартанског васпитног циља.